# Artemicoccus
Artemicoccus är ett släkte av insekter. Artemicoccus ingår i familjen ullsköldlöss.
Kladogram enligt Catalogue of Life:
| Artemicoccus | \| \| Artemicoccus bispinus \| \| \| \| \| \| Artemicoccus lubersaci \| \| \| \| \| \| Artemicoccus unispinus \| \| \| \| |
|              | \| \| Artemicoccus bispinus \| \| \| \| \| \| Artemicoccus lubersaci \| \| \| \| \| \| Artemicoccus unispinus \| \| \| \| |
|              | Artemicoccus bispinus |
|              | |
|              | Artemicoccus lubersaci |
|              | |
|              | Artemicoccus unispinus |
|              | |